# Sapromyza geniculata
Sapromyza geniculata är en tvåvingeart som beskrevs av Macquart 1843. Sapromyza geniculata ingår i släktet Sapromyza och familjen lövflugor. Inga underarter finns listade i Catalogue of Life.